# Rebreather

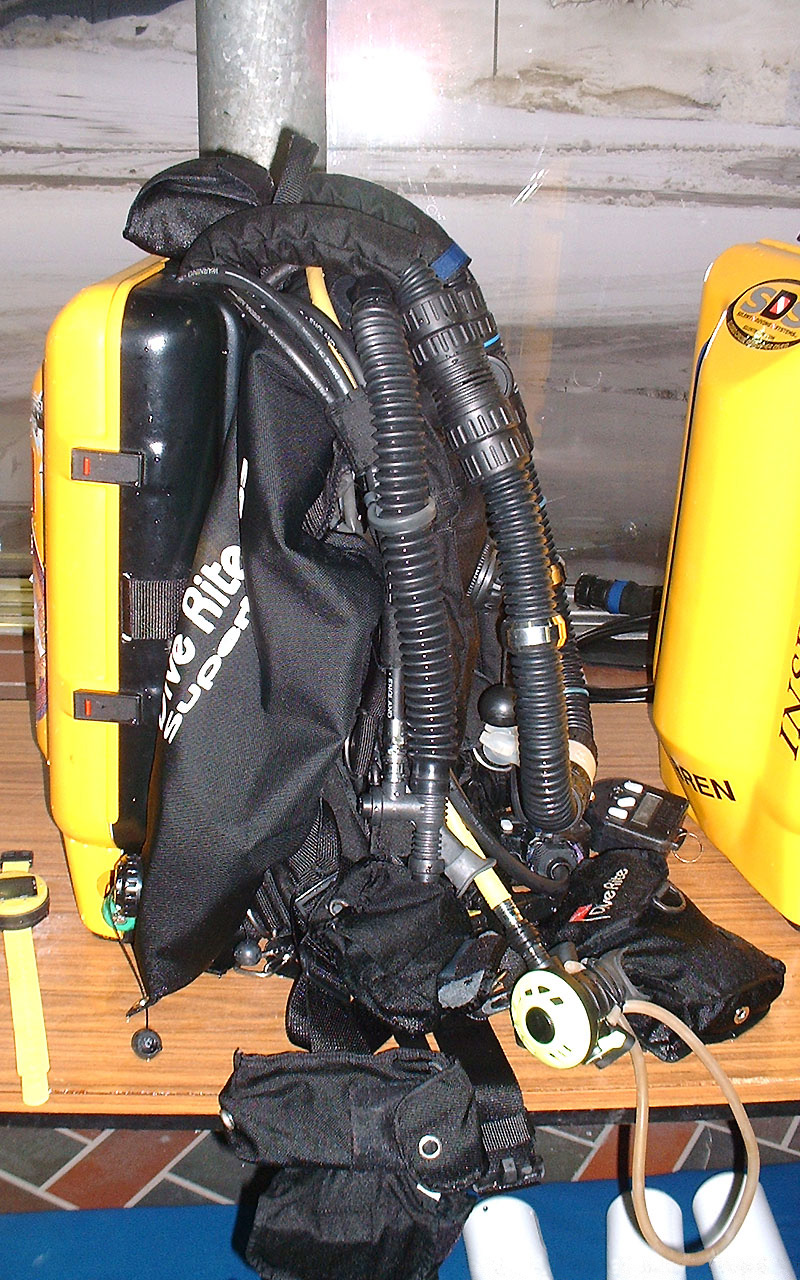
Plně uzavřený elektronický rebreather

Rebreather je potápěčský přístroj s uzavřeným či polouzavřeným okruhem. Na rozdíl od klasického potápěčského přístroje s otevřeným okruhem (OC – open circuit), kde plyn, který potápěč vydechne, uniká volně do vody, se u rebreatheru vrací plyn nebo jeho větší část zpět do přístroje. Tam jej pohlcovač, tzv. scrubber, zbaví oxidu uhličitého (CO2). Následně je plyn kolující v rebreatheru (pro kolující plyn je také možný název "vzdušniny") obohacen o kyslík (O2). A to buď o čistý kyslík, anebo o směs plynů s obsahem kyslíku (Nitrox)

## Druhy rebreatherů
Rebreathery (dále jen RB) se dělí na dvě základní skupiny a ty pak na další dvě větve:

### RB uzavřené
Neboli CCR – closed circuit rebreather jsou buď:
- kyslíkové
- řízené
  - eCCR (elektronicky)
  - mCCR (manuálně)

Kyslíkový rebreather, dříve hovorově nazývaný "kyslíkáč", je nejstarší používaným RB. Kyslík může být dodáván do přístroje buď z tlakové láhve, anebo chemicky uvolněn z příslušného činidla.

### RB polouzavřené
Neboli SCR – semiclosed circuit rebreather jsou:
- pasivní – dodávka čerstvé směsi je ovládána potápěčem, sám rebreather nedělá nic
- aktivní – do smyčky je vyvedena stálá dávka čerstvé směsi bez ohledu na činnost potápěče

Výhody rebreatherů spočívají v hospodárnějším využití dýchací směsi (vydechnutý plyn se recykluje a je znovu použit), takže potápěč má mnohanásobně nižší spotřebu než u přístroje s otevřeným okruhem. Potápěči se tak mohou ponořit hlouběji nebo na delší dobu. Občas se udává, že RB pracuje až 200 x efektivněji než klasický potápěčský přístroj s otevřeným okruhem.[zdroj?] Absence či minimalizace bublin umožňuje tichý a skrytý provoz zařízení. Proto byly rebreathery dlouho určeny pouze pro vojenské účely. Dodnes jsou některé typy označeny jako zařízení dvojího využití, a podléhají tak omezení z hlediska jejich mezistátní přepravy (např. jako zbraně). Tichý provoz také umožňuje podvodním fotografům, aby se přiblížili blíž k rybám, které nevyplaší hluk vydechnutých bublin.
Pro potápění s rebreathery je zapotřebí zvláštní výcvik. Ten poskytují osvědčené potápěčské výcvikové systémy jako ANDI, GUE, IANTD, ISE, NAUI, TDI/SDI, UTD atd.

## Zajímavosti
- V českém potápěčském jazyce kupodivu zakořenil výraz znovudech, což je přesný překlad slova rebreather a použil jej poprvé plzeňský potápěčský endemit Kent.
- Motto rebreatherových potápěčů zní: No bubbles, no troubles neboli bez bublin a bez problémů.